# Dolly Pentreath
Dolly o Dorothy Pentreath (traspassada el 1777) fou una anciana pescadora de Cornualla, resident del districte de Paul, vora Mousehole. Esdevingué cèlebre perquè tradicionalment es considerà la darrera parlant competent de còrnic, si bé aquesta consideració s'ha provat incorrecta. Per exemple, hom diu que era amiga de William Bodinar, traspassat el 1794, amb qui se la podia veure mantenint llargues converses en còrnic.
Els testimonis descriuen Dolly com una dona de caràcter fort i mal parlada. Per exemple, el celtista Henry Jenner recull el següent improperi de Pentreath, Cronak an hagar deu (en català: el lleig gripau negre). La tradició diu que les darreres paraules abans de morir foren «Me ne vidn cewsel Sawznek!» (en català: Jo no parlaré pas anglès!). No obstant, hom creu que era bilingüe i parlava també l'anglès, après durant la seva vida adulta.

La informació sobre Pentreath de què es disposa prové principalment de l'encontre que hi tingué l'antiquari Daines Barrington. Aquest realitzà un viatge a Cornualla el 1768, per tal de comprovar si la llengua havia desaparegut per sempre. Allà es pogué trobar amb Dolly, i la descripció que en feu fou la següent: 
«Dolly és de baixa estatura, molt encorvada per l'edat (87 anys); però en canvi és ben viva, tant com per a recòrrrer 3 milles fins a Castle Horneck, al matí, amb mal temps i fer el camí de tornada. És una mica sorda, però el seu enteniment resta en perfectes condicions ... Parla còrnic rabent, tal com d'altres ho fan en anglès, no havent-se criat en cap altre llengua; tampoc podia dir (o això creiem) cap paraula en anglès abans del vint anys; essent el seu pare pescador, a dotze anys fou enviada a Pennsanze a vendre peix, i en venia en aquesta llengua, la qual era ben compresa pels paisans. Està convençuda que ningú més en tot el comtat coneix la llengua ni pot conversar-hi. És pobre i es manté gràcies al districte, a lectura de la fortuna i al barboteig en còrnic.»
Durant el segle xix augmentà la seva fama, i es generaren diversos mites al voltant de la seva persona. El 1860 el príncep Louis Lucien Bonaparte, fil·lòleg nebot de Napoleó I de França, erigí un monument en el seu honor a l'església del poblet de Paul, a prop de Newlyn. El monument s'erigí inicialment sobre la tomba equivocada, i el 1882 es tornà a la ubicació que ocupa actualment.
Algunes representacions de Dolly Pentreath han arribat als nostres dies, com l'oli realitzat el 1770 per John Opie, un retratista famós de Cornualla, o el gravat de 1781 de Robert Scaddan.
| Monument a Dolly Pentreath a l'església de Paul | Inscripció (text original) |
| ----------------------------------------------- | --- |
|                                                 | «Here Lieth Interred Dorothy Pentreath who Died in 1777.Said to have been the last person who conversed in the ancient Cornish.The regular language of this county from the earliest records till it expired in the eighteenth century in this Parish of Saint Paul. This stone is erected by the Prince Louise Bonaparte in Union with the Revd John Garret Vicar of St Paul. June 1860 Honour thy Father and thy Mother that thy days may be long upon the land which the lord thy god giveth thee - Exod XX12 Gwra perthi de taz na mam de dythiow bethenz hyr war an tyr neb arleth de dew ryes dees - Exod XX12» |